# Rudolf Kraj
Rudolf Kraj (Mělník, Checoslovaquia, 5 de diciembre de 1977) es un deportista checo que compitió en boxeo.
Participó en los Juegos Olímpicos de Sídney 2000, obteniendo una medalla de plata en el peso semipesado. Ganó una medalla de bronce en el Campeonato Mundial de Boxeo Aficionado de 2003, en el mismo peso.
En marzo de 2005 disputó su primera pelea como profesional. En octubre de 2006 conquistó el título internacional del CMB, en la categoría de peso crucero, que retuvo hasta diciembre de 2007.

## Palmarés internacional
| Juegos Olímpicos   | Juegos Olímpicos    | Juegos Olímpicos  | Juegos Olímpicos |
| Año                | Lugar               | Medalla           | Categoría        |
| ------------------ | ------------------- | ----------------- | ---------------- |
| 2000               | Sídney (Australia)  | Medalla de plata  | 81 kg            |
| Campeonato Mundial |                     |                   |                  |
| Año                | Lugar               | Medalla           | Categoría        |
| 2003               | Bangkok (Tailandia) | Medalla de bronce | 81 kg            |